# Ramón de la Rocha y Duji
Ramón de la Rocha y Duji (Santa Cruz de Tenerife, 1800 - Madrid, 10 de abril de 1860) fue un militar español. De origen canario, fue Capitán general de Cataluña y de las Islas Baleares durante la segunda mitad del siglo XIX.

## Biografía
Ostentó el cargo de Capitán general de Cataluña de 1849 a 1854. Hacia el final de su mandato, en junio de 1854, se produjo el levantamiento de carácter progresista de los generales Leopoldo O'Donnell y Domingo Dulce y Garay conocido como vicalvarada. Su resistencia a incorporarse al pronunciamiento provocó una revuelta popular en Barcelona durante el 14 de julio de 1854. A pesar de que de palabra aceptó los hechos, obsesionado para mantener el orden público, se enfrentó a la Junta Popular presidida por el general Juan Contreras y Román. A la vez prohibió el derribo de las murallas de Barcelona e intervino en el Conflicto de las selfactinas, publicando un bando donde se comunicaba que serían pasados por las armas todos los que atentaran contra una propiedad o contra la seguridad de las personas. Al hacerse la situación insostenible, huyó de Cataluña el 5 de agosto de 1854 con la supuesta ayuda del cónsul inglés.
De julio de 1858 a mayo de 1859 fue Capitán general de las Islas Baleares.
Al volver los moderados al poder en 1857 lo nombraron senador vitalicio, cargo que ocupó hasta su muerte, ocurrida el 10 de abril de 1860. Su cuerpo fue velado en la iglesia de san Ildefonso.